# Aljona Wladislawowna Adanitschkina
Aljona Wladislawowna Adanitschkina (russisch Алёна Владиславовна Аданичкина; * 3. Juli 1992 in Moskau) ist eine ehemalige russische Triathletin und ehemaliges Mitglied der russischen Nationalmannschaft.

## Werdegang
Im russischen Ranking für das Jahr 2010, das auf verschiedenen Wettkämpfen wie z. B. ITU-Triathlon-Bewerben und dem Russischen Cup beruht, tauchte Adanitschkina auf Platz acht in der U23-Kategorie (Юниорки) auf.
Bei den Russischen Meisterschaften 2010 wurde Adanitschkina Siebte (U23/Юниорки) auf der Sprintdistanz.
Seit 2011 ging Adanitschkina bei ITU-Wettkämpfen in der Elite-Kategorie bei den Profis an den Start. Das Trainingslager der russischen Elite-Triathleten auf Zypern schloss Adanitschkina mit einem zehnten Platz beim Volkswagen Aldiana Triathlon auf der Sprintdistanz ab (27. März 2011).
Im Mai 2013 belegte sie den 15. Rang bei der Europameisterschaft auf der Triathlon-Mitteldistanz. Seit 2013 taucht sie nicht mehr in den Ergebnislisten internationaler Wettkämpfe auf.

## Sportliche Erfolge
| Triathlon Kurz- und Mitteldistanz | Triathlon Kurz- und Mitteldistanz | Triathlon Kurz- und Mitteldistanz                    | Triathlon Kurz- und Mitteldistanz | Triathlon Kurz- und Mitteldistanz | Triathlon Kurz- und Mitteldistanz                                                |
| Datum/Jahr                        | Rang                              | Wettbewerb                                           | Austragungsort                    | Zeit                              | Bemerkung                                                                        |
| --------------------------------- | --------------------------------- | ---------------------------------------------------- | --------------------------------- | --------------------------------- | -------------------------------------------------------------------------------- |
| 19. Mai 2013                      | 15                                | ETU Middle Distance Triathlon European Championships | Barcelona                         | 05:13:59                          | Europameisterschaft auf der Mitteldistanz im Rahmen der Half Challenge Barcelona |

(DNF – Did Not Finish)

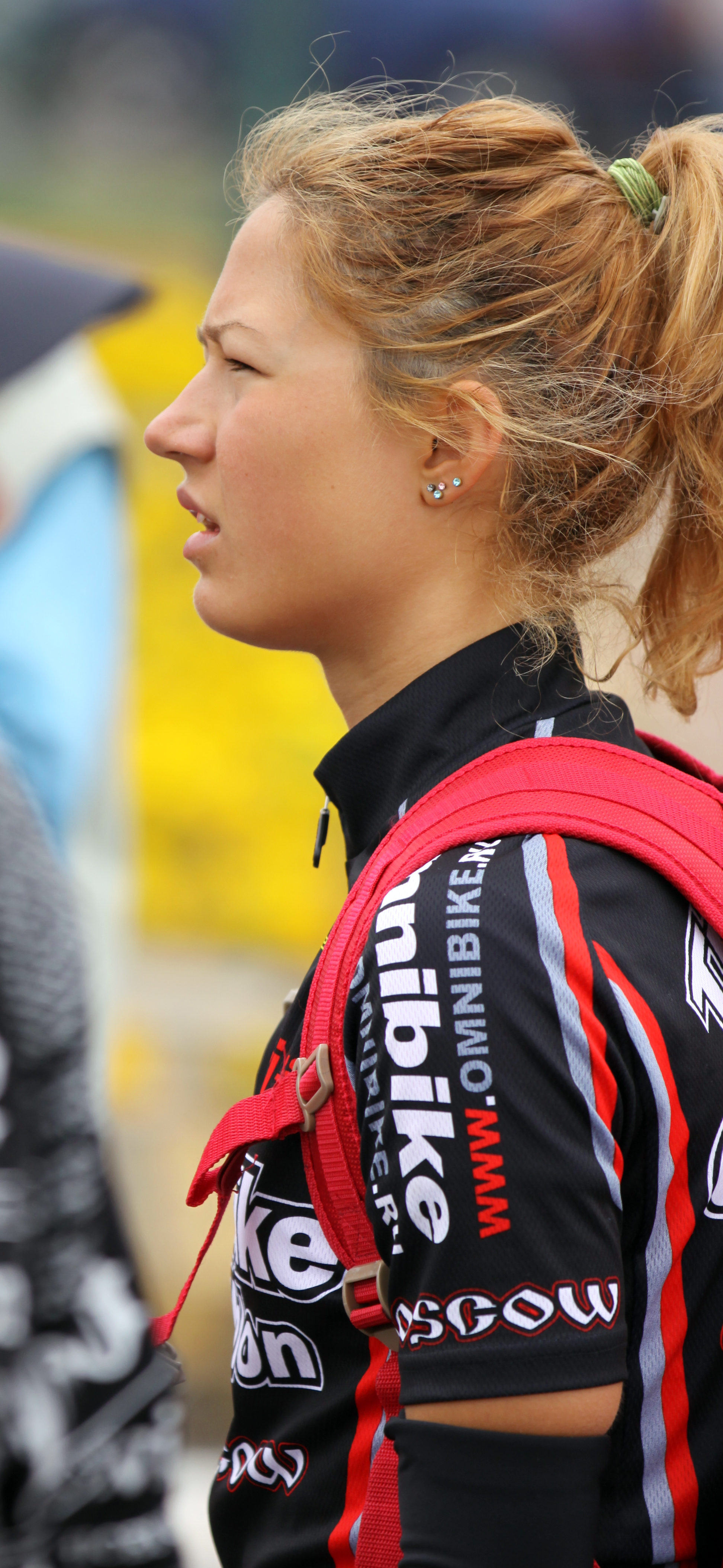
Aljona Adanitschkina beim Einchecken in Antalya (2011)

Die folgende Aufstellung beruht auf den offiziellen ITU-Ranglisten und der Athlete's Profile Page. Sofern nicht eigens angemerkt, handelt es sich im Folgenden um Triathlon-Bewerbe (olympische Distanz) und die Elite-Kategorie.
| Datum         | Bewerb             | Ort          | Rang |
| ------------- | ------------------ | ------------ | ---- |
| 3. Juli 2011  | Europacup (Junior) | Pensa        | 7    |
| 3. Apr. 2011  | Europacup          | Antalya      | 27   |
| 24. Okt. 2010 | Europacup (Junior) | Alanya       | 6    |
| 8. Aug. 2009  | Europacup (Junior) | Tiszaújváros | 21   |
| 26. Okt. 2008 | Europacup (Junior) | Alanya       | 10   |